# Ghanzi
Ghanzi é uma cidade localizada na parte ocidental do Botswana em meio ao Deserto do Calaári, o que rende o apelido de "Capital do Calaári". É o centro administrativo do distrito de Ghanzi e contava, em 2011, com uma população estimada de 14 809 habitantes.